# IC 2644
IC 2644 је спирална галаксија у сазвјежђу Лав која се налази на листи објеката дубоког неба у Индекс каталогу.
Деклинација објекта је + 10° 46' 8" а ректасцензија 11h 14m 29,8s. Привидна величина (магнитуда) објекта IC 2644 износи 15,2 а фотографска магнитуда 16,0.